# やたらやらしい深見くん
『やたらやらしい深見くん』（やたらやらしいふかみくん）は、松本あやかによるボーイズラブ漫画。スクリーモの電子コミックレーベル「BLスクリーモ」の作品として2022年12月8日よりComicFestaほかにて連載されている。

## あらすじ
外面は良いが内心では他人に点数を付けて過ごしていたサラリーマンの梶は、同僚の深見と出張に行くことになる。深見のことを「0点」と見下していた梶だったが、風呂上りの彼の姿に興奮し、性交を行う。

## 登場人物
声はアニメの声優。
梶 彰弘（かじ あきひろ）
声 - 茶介
営業部のエース。遊び人のナルシスト。
深見 悠（ふかみ ゆう）
声 - マシュマロ焼太郎
技術部の社員。

## 書誌情報
- 松本あやか 『やたらやらしい深見くん』 彗星社〈Glanz BL comics〉、既刊3巻（2025年3月18日現在）
  1. 2024年1月18日発売[4]、ISBN 978-4-434-32801-5
  2. 2024年7月18日発売[5]、ISBN 978-4-434-33802-1
  3. 2025年3月18日発売[6]、ISBN 978-4-434-35064-1
    - 小冊子付特装版 同日発売[7]、ISBN 978-4-434-35261-4

## テレビアニメ
2025年4月から6月までTOKYO MX・BS11にて放送された。オンエア版のほかに年齢制限のあるプレミアム版が制作され、AnimeFestaで独占配信される。
第1話前週には「新番組『やたらやらしい深見くん』特番〜梶によるBLファンのための作品プレゼンテーション」を放送。第3話翌週には第1話のオーディオコメンタリーが、第6話翌週には総集編が放送された。

### スタッフ
- 原作著者 - 松本あやか[10]
- 監督 - 大空茜音[10]
- シリーズ構成・シナリオ - 黒崎エーヨ[10]
- キャラクターデザイン・総作画監督 - 那須玲奈[10]
- 色彩設計 - わしみ[10]
- 美術設定・美術監督 - チャン・ド・キム・ファン[10]
- 撮影監督 - 鳳凰院修羅苦羅、友沢匠人[10]
- 編集 - 新海コウキ[10]
- 音響監督 - 司馬明徳[10]
- 音響制作 - クロコデイル[10]
- 音楽 - でか大
- プロデューサー - 後藤礼雅
- アニメーションプロデューサー - ぷろれす大好きスーパーHaRuNaちゃん
- アニメーション制作 - studio HōKIBOSHI[10]
- 製作 - 彗星社[10]

### 主題歌
「ぼくらのランデブー」
梶彰弘（茶介）と深見悠（マシュマロ焼太郎）による主題歌。作詞は火ノ岡レイ、作曲・編曲はかねこかずきとジョーカーサウンズ、監修は小林達矢と松本あやか。

### 各話リスト
| 話数  | サブタイトル                 | 絵コンテ       | 演出           | 作画監督                                           | 初放送日      |
| ----- | ---------------------------- | -------------- | -------------- | -------------------------------------------------- | ------------- |
| 第1話 | 完璧な俺様に釣り合う男       | 大空茜音       | 黒津口成恵     | 玉里栄二 服部憲知 森悦史                           | 2025年 4月7日 |
| 第2話 | なんのつもりだ0点男！        | 小村よなか     | 黒津口成恵     | EN.studio こうのけいこ 片岡恵美子                  | 4月14日       |
| 第3話 | 深見と…女!?                  | みうらさぶろう | みうらさぶろう | 西田美弥子 こうのけいこ 大野薫野 郡司智一 粟井重紀 | 4月21日       |
| 第4話 | 名前を呼んでみてほしい       | みうらさぶろう | みうらさぶろう | 西田美弥子 錆止め こうのけいこ 大野薫野            | 5月5日        |
| 第5話 | 優しくなんかすんじゃねえよ！ | 田中TAN        | 田中TAN        | reboot 森まらこ 服部憲知 げきあつくん              | 5月12日       |
| 第6話 | 悪いけど…風邪もらって        | 田中TAN        | 田中TAN        | 郡司智一 EN.studio                                 | 5月19日       |
| 第7話 | どうしようもなく惹かれてた   | 小村よなか     | 小村よなか     | 森悦史 玉里栄二 EN.studio                          | 6月2日        |
| 第8話 | 好きになったらだめなのか？   | 大空茜音       | 大空茜音       | 錆止め 那須玲奈 松本勝次 大飛龍狂一                | 6月9日        |

### 放送局
| 放送期間              | 放送時間                     | 放送局   | 対象地域 | 備考                  |
| --------------------- | ---------------------------- | -------- | -------- | --------------------- |
| 2025年4月7日 - 6月9日 | 月曜 1:00 - 1:05（日曜深夜） | TOKYO MX | 東京都   |                       |
|                       |                              | BS11     | 日本全域 | BS放送 / 『ANIME+』枠 |

| 配信開始日            | 配信時間                                             | 配信サイト | 備考                   |
| --------------------- | ---------------------------------------------------- | --- | ---------------------- |
| 2025年3月14日         | 金曜 17:00（第1話） 月曜 0:00（日曜深夜、第2話以降） | AnimeFesta | プレミアム版を独占配信 |
| 2025年4月7日          | 月曜 0:00（日曜深夜）                                | DMM TV |                        |
|                       | 月曜 1:00（日曜深夜）                                | YouTube | YouTube版を配信        |
| 2025年4月10日以降順次 | 木曜以降順次                                         | dアニメストア U-NEXT アニメ放題 ABEMA アニメタイムズ Lemino J:COM STREAM みるプラス TELASA HAPPY!動画 ニコニコ動画 ビデオマーケット music.jp カンテレドーガ FOD |                        |

### Webラジオ
Webaラジオ『夜ふかしラジオ』が、2025年4月7日よりアニメ放送後にYouTubeにて配信される。